# شست‌بریده‌های سرخ
شست‌بریده‌های سرخ سرده‌ای از میمون‌های بر قدیم هستند. آنها نزدیک‌ترین دسته به شست‌بریده‌های سیاه‌وسفید هستند و خیلی از گونه‌هایشان گروه‌هایی را با میمون آبی تشکیل دادند و با آن‌ها زندگی کردند. زیر گونه‌ای از این میمون به نام میمون سرخ غربی خیلی زیاد توسط شامپانزهها شکار می‌شود.

## زیرگونه‌ها
- میمون سرخ غربی
- میمون پنانت
- میمون سرخ پرویس
- میمون سرخ تالون
- میمون سرخ مرکز آفریقا
- میمون سرخ اوگاندایی
- میمون سرخ اوزونگاوا
- میمون سرخ زانزیبار
- میمون سرخ رودخانه تانا

## خصوصیات ظاهری
میمون سرخ معمولاً یک پوشش سیاه یا قهوه‌ای در پشتش دارد، دستها، پاها و سر سرخ یا مایل به خاکستری هستند. جلوی بدنش سفید یا خاکستری است. بعضی از گونه‌ها مقداری موی سفید دورتادور سرشان دارند. ماده‌ها کوچکتر از نرها هستند، اما شبیه هم دیده می‌شوند و تفاوت آنچنان محسوسی ندارند. مانند تمام میمونهای سرخ زندگی می‌کنند. اندازه‌شان به ۴۵ تا ۶۷ سانتیمتر می‌رسد. اندازه دم ۵۲ تا ۸۰ سانتیمتر و وزنشان بین ۵ تا ۱۱ کیلوگرم است.

## عادات
این حیوانات در روز بر روی درخت زندگی می‌کنند و برای پیدا کردن غذا از درختی به درخت دیگر می‌پرند. آنها در گروهای ۲۰ تا ۸۰ عددی (میانگین ۵۰ عدد) زندگی می‌کنند و از چندین نر و ۲ یا ۳ ماده تشکیل می‌شوند. در گروه سلسله مراتبی وجود دارد، که این سلسله مراتب در ارجحیت دسترسی به غذا، مکان خواب مناسب تر و تقدم در جفت‌گیری نمود پیدا می‌کند. این حیوانات کمتر در یک محل ساکن هستند، با توجه به اینکه در مناطق بزرگتر (حدوداً ۱۰۰ هکتار) و گروهای بزرگتر از میمونهای سیاه و سفید زندگی می‌کنند. تغذیه این حیوانات اساساً شامل برگهای تازه، جوانه‌ها، دانه‌ها، میوه‌ها و گیاهان دیگر است